# AktenEinsicht
AktenEinsicht ist der Titel eines Sachbuches der Rechtsanwältin Christina Clemm, in dem sie sexualisierte, häusliche und staatliche Gewalt gegen Frauen aufzeigt. Das Werk erschien 2020 im Kunstmann Verlag.

## Inhalt
Das 2020 veröffentlichte Sachbuch AktenEinsicht trägt den Untertitel Geschichten von Frauen und Gewalt. Darin werde exemplarisch die Geschichten von acht Frauen erzählt, die auf unterschiedliche Art und Weise Gewalt ausgesetzt waren. Es werden die Vorgeschichte und der Tathergang angeführt sowie die sich anschließenden Gerichtsprozesse. Es wird auch geschildert, dass Polizei und Justiz nicht ganz frei von sexistischen Einstellungen seien, die sich in den an die Frauen gerichteten Fragen und Feststellungen manifestiere. In ausführlichen Einschüben bei jedem der Fälle erläutert Clemm die jeweilige Rechtslage, die Arbeit von Polizei und Justiz und wie ein Gerichtsprozess abläuft. Sie umreißt auch das gesellschaftliche Umfeld, um einen Gesamtkontext herzustellen, und stellt fest, dass gesamtgesellschaftlich männliche Gewalt besser adressiert werden muss.
Folgende acht Fälle werden geschildert:

### Claudia S. – Vergewaltigung
Claudia befindet sich in einer ungleichen Partnerschaft, ihr Partner Kevin überschüttet sie einerseits mit Liebe und Geschenken, ist andererseits eifersüchtig und schottet sie von ihren früheren Freunden und Verwandten ab. Diese Beziehung geht solange gut, bis Claudia einen alten Freund wiedertrifft und mit diesem zwei Stunden lang intensiv über alte Zeiten spricht. Wieder zuhause vergewaltigt Kevin Claudia und misshandelt sie erheblich. Diese flieht vor ihm und versteckt sich monatelang vor ihm, bis sie ihn zufällig wiedersieht. Erst dann zeigt sie ihn an. Bei der Verhandlung steht es Aussage gegen Aussage und Kevin wird in 2. Instanz nur zu einer Bewährungsstrafe verurteilt.

### Marcella E. – Polizeigewalt
Marcella ist Mutter zweier kleiner Kinder, Migrantin und alleine zuhause, als 2 Polizeibeamte wegen eines nicht bezahlten Strafzettels in die Wohnung eindringen und diese durchsuchen. Sie stoßen Marcella brutal weg und separieren sie von ihren Kindern. Als Marcella die Polizeibeamten anzeigt, reagieren diese mit einer Gegenanzeige wegen Widerstand gegen Vollstreckungsbeamte. Sie wird zwar in 2. Instanz freigesprochen, die Polizei aber nicht verfolgt.

### Alina S. – abgewiesener Liebhaber
Alina ist Migrantin und arbeitet in Berlin als Prostituierte. Als ein Freund ihres Bruders sich in sie verliebt, weist sie ihn ab. Darauf greift er sie auf der Straße mit einem Messer an und verletzt sie lebensgefährlich. Vor Gericht zieht sein Verteidiger alle Register, um Alina eine Mitschuld zuzuweisen.

### Mia P. – rechtsextreme Gewalt
Mia P. demonstriert gegen einen Aufmarsch von Rechtsextremen, am Rande davon wird sie von einem Neonazi mit einer Krücke niedergeschlagen und schwer am Kopf verletzt. Ein Passant hat die Szene gefilmt, daher wird der Täter schnell gefasst. Der Richter ist rechtem Gedankengut freundlich gesinnt und lässt Milde walten. Da die Tat durch den Film unstrittig ist, wird der Täter zur Mindeststrafe von einem halben Jahr, ausgesetzt zur Bewährung, verurteilt.

### Eva H. – häusliche Gewalt
Eva stammt aus problematischen Verhältnissen und wächst bei Pflegefamilien auf. In ihren Beziehungen wird sie immer wieder Opfer häuslicher Gewalt. Als sie sich von ihrem letzten Partner endgültig trennen will, ermordet sie dieser heimtückisch und geplant. Nur durch die Hartnäckigkeit der Nebenklage wird der Mord aufgedeckt.

### Monique B. – sexueller Missbrauch
Moniques Mutter stirbt, als sie ein Kleinkind ist, und sie wächst bei ihrem alleinerziehenden Vater, einem Pfarrer, auf. Dieser missbraucht sie ab ihrem 6. Lebensjahr. Der Missbrauch fällt erst 10 Jahre später einer aufmerksamen Vikarin auf, wird aber nicht zur Anzeige gebracht. Monique verlässt ihr Elternhaus und kehrt nie wieder zurück, der Missbrauch wird aber auch nicht angezeigt. Sie weist nach Jahren die Gemeinde auf den Missbrauch hin, diskreditiert damit ihren Vater.

### Iryna R. – häusliche Gewalt
Iryna ist Migrantin und Muslimin und lebt mit ihrem Mann und ihren Kindern in einem Flüchtlingsheim. Gewalt hat schon immer ihre Ehe bestimmt. Nach einem besonders schweren Übergriff verlässt sie ihren Mann und flieht mit ihren Kindern in ein Frauenhaus. Sie will eine Gewaltschutzverfügung durchsetzen und muss deshalb vor Gericht aussagen. Aufgrund ihres Kopftuchs und ihres Mantels wird sie von der Richterin herablassend behandelt, erst als diese begreift, dass diese Aufmachung dazu da ist, ihren Ex-Mann in die Irre zu führen, wird Iryna unterstützt.

### Faizah M. – häusliche Gewalt unter Ausnutzung eines Abhängigkeitsverhältnisses
Faizah ist Syrerin und kommt erst durch die Heirat mit Tom, einem Deutschen, nach Deutschland. Sobald sie in Deutschland ist, schlägt er sie, auch als sie schwanger wird. Er sperrt sie ein und überwacht sie. Eines Tages würgt und prügelt er sie wieder, sie kann weglaufen, er läuft hinter ihr her und prügelt wie von Sinnen auf der Straße weiter. Als sie vor Gericht aussagen soll, kollabiert sie; das passiert mehrfach. Ohne Aussage des Opfers kommt es nur zu einer geringen Strafe. Das Opfer leidet noch Jahre unter der erlittenen Gewalt.

## Wirkung und Rezensionen
Das Buch war im April 2020 auf Platz 4 der Sachbuch-Bestenliste von DLF Kultur, ZDF und Die Zeit. Darin wird festgestellt, Gewalt gegen Frauen sei ein alltägliches Phänomen, auch wenn es nur selten in die Öffentlichkeit gerate. Clemm erzähle Geschichten von Frauen, die körperliche und sexualisierte Gewalt erlebt haben. Dabei schildere sie auch die Arbeit von Justiz und Polizei. Das Buch sei eine wichtige Studie gegen das Schweigen.
Die Zeit schreibt im August 2020, das Buch umfasse acht Geschichten von Vergewaltigungen, Mordversuchen und Mord. Der Textfluss wird immer wieder unterbrochen, um juristische Sachverhalte zu erklären, beispielsweise was Mord oder Totschlag oder Gewalteinwirkung mit Todesfolge ist. Clemm erkläre, wie Justiz funktioniert und wie Ermittlungen ablaufen.
Christine Gorny von Radio Bremen stellt fest: „Das Buch liest sich spannend wie ein Krimi. Oder eben wie acht Kriminal-Kurzgeschichten, die zugleich aufschlussreiche Milieustudien sind. Christina Clemm beschreibt sachlich und nüchtern, sie kann gut mit Sprache umgehen, ohne jegliche Anklänge an kompliziertes Juristendeutsch. Sie erlebt in ihrer Arbeit tagtäglich, wie verbreitet diese Gewalt ist und wie schwer es den Opfern anschließend in den juristischen Verfahren gemacht wird.“
Amira Klute schreibt in der taz, dass Clemm aufzeige, dass bei Verfahren von sexualisierter Gewalt die Gefahr groß sei, dass der Prozess mit einem Freispruch oder einer Einstellung endet. Für die Opfer sei das unerträglich.
In der Bayerischen Rundschau konstatiert Julia Salzmann: „Die beschriebenen Geschichten sind schwer auszuhalten und dass obwohl Clemm angibt, die im Buch beschriebenen seien nicht die schlimmsten. Systematische Schwächen der Justiz kommen noch dazu und so sei es manchmal schwer, Gehör und Verständnis bei Gericht zu finden.“
Carolin Emcke schreibt in der Süddeutschen Zeitung, Clemm beschreibe Geschichten von Frauen und Gewalt, in einer solchen Dichte und Präzision, dass es niemand mehr vergesse. Das abstrakte Wissen um häusliche Gewalt werde anschaulich. Es sei eine Balance zwischen der Beschreibung der Misshandlung und gleichzeitig, wie Frauen ihre Handlungs- und Sprechfähigkeit zurückerlangen würden.

## Ausgaben
- Erstausgabe: AktenEinsicht. Geschichten von Frauen und Gewalt. Verlag Antje Kunstmann, München 2020, ISBN 978-3-95614-357-1